# Radio Victoria
Radio Victoria – rozgłośnia diecezji łowickiej.

## Historia
Powstała 25 marca 1995 roku. W roku 1998 została włączona do sieci rozgłośni katolickich „Plus” i przyjęła nazwę „Plus”. Radio rozpoczęło ekspansję, wybudowano nadajniki pokrywające swym sygnałem obszar od Łodzi po Warszawę – stąd slogan „między Łodzią a Warszawą”. W roku 2004 wystąpiła z sieci „Plus” i wróciła do pierwotnej nazwy. Siedziba stacji znajduje się w Łowiczu, przy ulicy Seminaryjnej 6a. 
Oddziały terenowe radia znajdują się w:
- Kutnie
- Rawie Mazowieckiej
- Skierniewicach
- Żyrardowie

Lokalizacje stacji nadawczych:
- Kutno – 93,8 MHz – ERP 1 kW[2]
- Łowicz – 103,5 MHz – ERP 5 kW[2]
- Mszczonów – 98,1 MHz – ERP 1 kW[2]
- Rawa Mazowiecka – 94,7 MHz – ERP 1 kW[2]
- Skierniewice – 96,7 MHz – ERP 1 kW[2]